# Пек, Элла Рей
Элла Рей Пек (англ. Ella Rae Peck; род. 8 сентября 1990) — американская актриса. Наиболее её известными  ролями  являются: роль Лолы Родес в сериале The CW «Сплетница» и Майи Бауэрс в сериале «Обман».

## Жизнь и карьера
Родилась в Миннеаполисе, но посещала школу в Нью-Йорке.
После участие в короткометражном фильме «Лилли в лесу» в 2006 году, в 2007-м появилась в независимом фильме «Огненная заморозка». В том же году она снялась в роли Хонор Колдуэлл в пилотном эпизоде сериала «Дорогой Гарвард». За эту роль Элла получила премию в New York Television Festival. В период между 2008 и 2010 годами она снялась в таких сериалах как, «Без следа», «Закон и порядок», «Хорошая жена» и «Голубая кровь». В 2011 году снялась фильмах «Бог не принимает законы» и «Бедная богатая девочка».
В 2012 году снялась в роли Лолы Родес, кузины Серены ван дер Вудсен, в телесериале «Сплетница», а в декабре того же года сделала камео в финале сериала. Ещё в январе 2012 года сняласьь в роли Стефани в фильме «Холостячки», с которым участвовала на кинофестивале «Сандэнс». В марте 2013 года исполнила роль Мии Бауэрс в телесериале «Обман». 22 сентября участвовала с фильмом «Эксгибиционисты» на кинофестивале Arizona Underground Film.
7 января 2013 года сериал «Обман» дебютировал на телевидении. Также актриса снялась в короткометражной ленте «Апокалипсис», с которым также участвовала на кинофестивале «Сандэнс» в период с 17 по 27 января. В начале марта 2013 года присоединиласьь к актёрскому составу пилотного эпизода комедийного ситкома NBC «Добро пожаловать в семьи». Окончательно актёрский состав был утверждён в мае. 15 марта 2013 года в прокат вышел фильм с участием Пек «Тревожный вызов». Главную роль в фильме сыграла Хэлли Берри.

## Фильмография
| Год  | Название                 | Роль           | Примечания      |
| ---- | ------------------------ | -------------- | --------------- |
| 2006 | Лилли в лесу             | Лилли          | Короткометражка |
| 2007 | Огненная заморозка       | Эмма           |                 |
| 2007 | Дорогой Гарвард          | Хонор Колдуэлл | Телефильм       |
| 2011 | Бог ьне принимает законы | Колби Палмер   |                 |
| 2011 | Бедная богатая девочка   | Девушка        |                 |
| 2012 | Холостячки               | Стефани        |                 |
| 2012 | Эксгибиционисты          | Линн           |                 |
| 2013 | Тревожный вызов          | Отем           |                 |
| 2013 | Апокалипсис              | Дженни         | Короткометражка |

| Год  | Название                 | Роль                  | Примечания                                             |
| ---- | ------------------------ | --------------------- | ------------------------------------------------------ |
| 2008 | Без следа                | Лиза/KitKat14         | Эпизод: «Перемотка»                                    |
| 2010 | Закон и порядок          | Зоуи Морган           | Эпизод: «Смерть со стальными глазами»                  |
| 2010 | Хорошая жена             | Дженни Бауэр          | Эпизод: «Сомнение»                                     |
| 2010 | Голубая кровь            | Кейтлин Брюер         | Эпизод: «Атака Смэка»                                  |
| 2012 | Сплетница                | Шарлотта «Лола» Роудс | 15 эпизодов                                            |
| 2013 | Обман                    | Миа Бауэрс            | Главная роль                                           |
| 2013 | Добро пожаловать в семью | Молли Йодер           | Главная роль                                           |
| 2014 | Верь                     | Нина Адамс            | Эпизоды: «Происхождение», «Откровение» и «Второй шанс» |
| 2014 | Истерия                  | Одра Янг              | Телесериал                                             |
| 2018 | Призрачная башня         | Хизер                 | Телесериал                                             |